# Friedrich Wilhelm Foerster

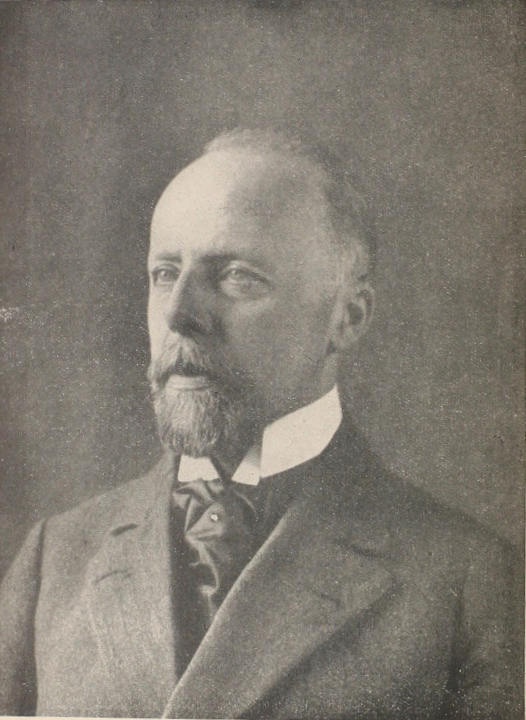
1922 veröffentlichtes Foto von Foerster

Friedrich Wilhelm Foerster (* 2. Juni 1869 in Berlin; † 9. Januar 1966 in Kilchberg bei Zürich) war ein deutscher Philosoph, Pädagoge und Pazifist.

## Leben

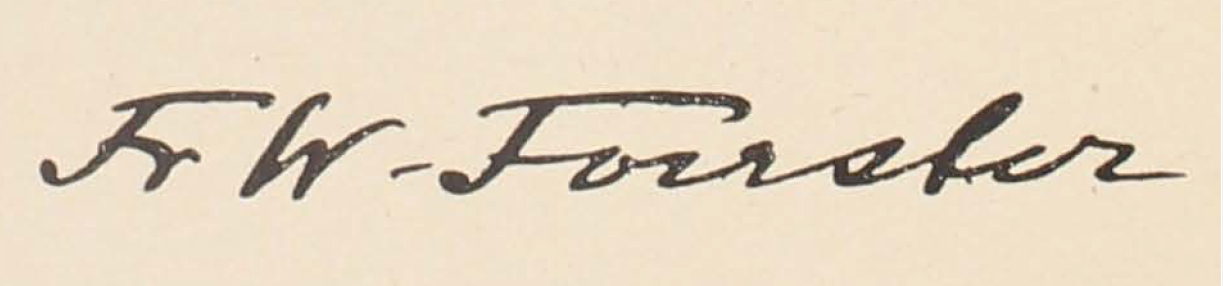
1922 veröffentlichte Unterschrift Foersters.

Foerster war einer der Söhne des Astronomen Wilhelm Julius Foerster, des damaligen Direktors der Berliner Sternwarte und Professors an der Berliner Universität. Seine beiden jüngeren Brüder waren der bedeutende Staudenzüchter Karl Foerster (1874–1970) und der Schiffskonstrukteur und Leiter der Schiffbauabteilung der Hamburg-Amerika-Linie Ernst Foerster (1876–1955).

Friedrich Wilhelm Foerster studierte Philosophie, Nationalökonomie, Ethik und Sozialwissenschaften in Freiburg im Breisgau und Berlin. Seine 1893 verfasste Doktorarbeit trägt den Titel Der Entwicklungsgang der Kantischen Ethik bis zur Kritik der reinen Vernunft. Sein Pazifismus war orientiert am Völkerrechtsgedanken (Woodrow Wilson) und am Föderalismus, in Anlehnung an die Gedanken von Constantin Frantz.

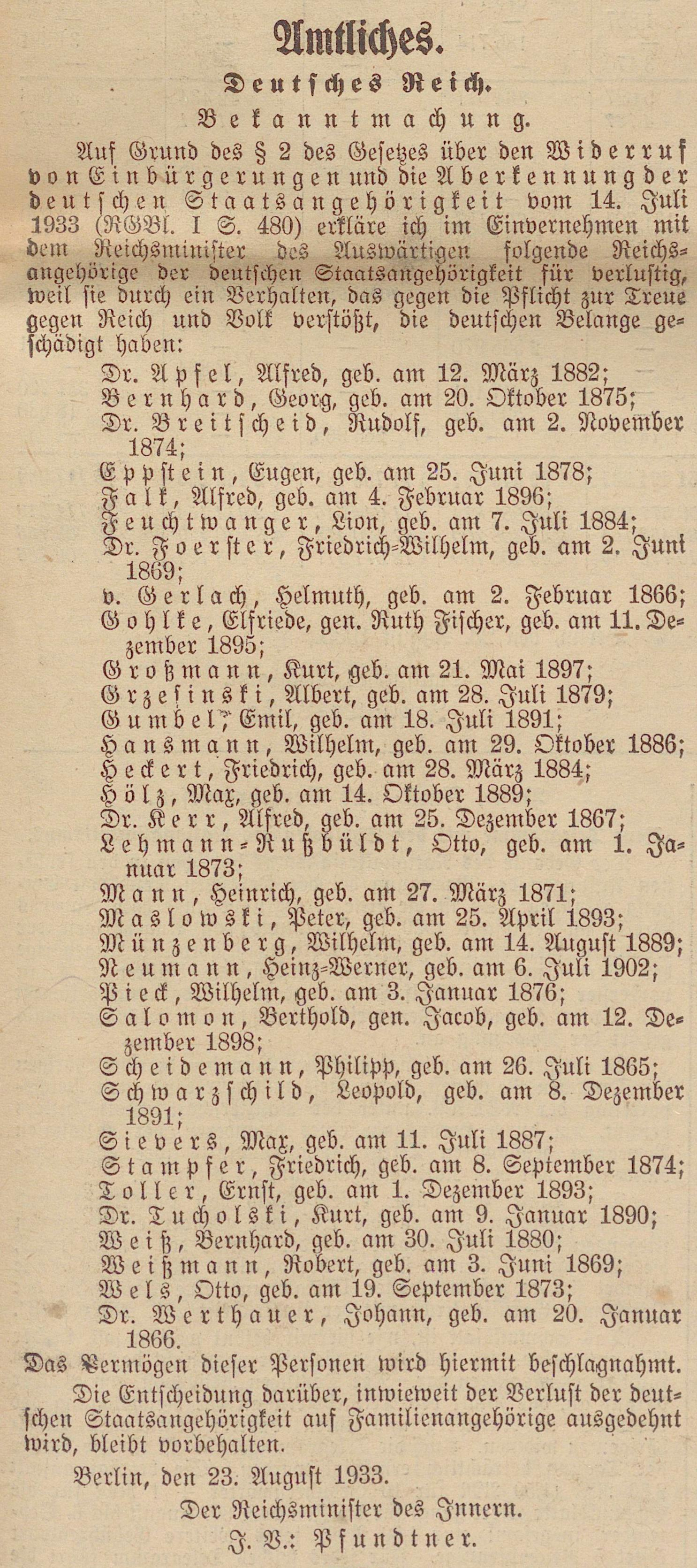
Foerster auf der Ausbürgerungsliste (1933)

Im Jahre 1898 wurde er an der Universität Zürich mit der Schrift Willensfreiheit und sittliche Verantwortlichkeit. Eine sozialpsychologische Untersuchung habilitiert. In den Jahren 1898 bis 1912 war Foerster als Privatdozent für Philosophie und Moralpädagogik an der Universität Zürich und der ETH Zürich tätig. 1913/14 war er für ein Jahr außerordentlicher Professor an der Universität Wien. 1914 erhielt er eine ordentliche Professur an der Ludwig-Maximilians-Universität München, wo er Pädagogik und Philosophie lehrte.
Foerster setzte sich kritisch mit der deutschen Kriegspolitik während des Ersten Weltkrieges auseinander. Er kritisierte vor allem die militaristische Haltung der führenden Kreise Deutschlands. Mit dieser Haltung war er eine seltene Ausnahme im wilhelminischen Deutschland. Deswegen und wegen seiner sonstigen politischen und ethischen Anschauungen wurde er von nationalistischen Kreisen immer wieder massiv angegriffen. Als er es während des Krieges wagte, die Politik Bismarcks zu kritisieren, kam es zu einem Eklat an seiner Hochschule, der eine zweisemestrige Beurlaubung zur Folge hatte. Diese Zeit verbrachte Foerster in der Schweiz, wo er intensiv die Frage studierte, in welchen Bereichen die Verantwortung Deutschlands für den Ausbruch des Ersten Weltkrieges lag. Foerster gewann die Überzeugung, dass die Deutschen einen Erfolg der Haager Friedenskonferenzen 1906 und 1907 blockiert und sich dadurch international isoliert hatten. Damit hätten sie die Einkreisung Deutschlands vor dem Ersten Weltkrieg selbst hervorgerufen. Als Foerster 1917 aus der Schweiz zurückkam, war er von der Kriegsschuld der führenden Kreise Deutschlands und vor allen Dingen des Generalstabes überzeugt. Aufgrund seiner publizistischen Tätigkeit suchte 1917 Kaiser Karl I. seinen Rat und später (1925 und 1937) Edvard Beneš. Nach der Novemberrevolution 1918 wurde er Botschafter des von Kurt Eisner gegründeten Freistaats Bayern in Bern.
Seine Auffassungen und die daraus resultierenden Veröffentlichungen waren für die Regierung und die mit ihr verbündeten Kreise sehr unangenehm. Daher sahen nationalistische Verbände und die neu entstehende nationalsozialistische Bewegung Foerster als einen Hauptfeind an. 1920 veröffentlichte Foerster sein Buch Mein Kampf gegen das militaristische und nationalistische Deutschland. Daraufhin wurde er von der radikalen Rechten mit dem Tode bedroht. Nachdem 1921 Matthias Erzberger und später Walther Rathenau ermordet worden waren, legte Foerster 1922 sein Lehramt nach Warnungen nieder und flüchtete in die Schweiz. 1926 siedelte er nach Frankreich über. Da Foerster auch aus der Ferne Deutschlands nationalistische Kreise und später das Erstarken des Nationalsozialismus kritisierte, wurde er ein intellektueller Hauptfeind der Nationalsozialisten. Im Jahr 1937 warnte Foerster die Nachbarn Deutschlands vor den kriegerischen Absichten Deutschlands durch sein in Luzern auf Deutsch erschienenes und zum Teil später in andere Sprachen übersetztes Buch Europa und die Deutsche Frage. Am 11. August 1938, nur wenige Wochen vor dem Münchener Abkommen, forderte er in einem offenen Brief an den SdP-Parteivorsitzenden Konrad Henlein die sudetendeutschen Politiker auf, Hitler die Gefolgschaft aufzukündigen, um die 800-jährige Geschichte der Sudetendeutschen nicht aufs Spiel zu setzen und auch, um vom deutschen Volke eine tödliche Gefahr abzuwenden.
Nach der „Machtergreifung“ der Nationalsozialisten in Deutschland im Jahre 1933 wurden auch Foersters Werke öffentlich verbrannt. Im dritten Feuerspruch der nationalsozialistischen Studenten bei der Bücherverbrennung am 10. Mai 1933 in Berlin hieß es über die Werke von Foerster „Gegen Gesinnungslumperei und politischen Verrat“. In seiner Schrift Die tödliche Krankheit des deutschen Volkes, die in der Schweiz und in Frankreich erschienen war, hatte er eindringlich vor dem Naziregime gewarnt. Foerster stand auf der ersten NS-Ausbürgerungsliste, unterzeichnet am 23. August 1933 vom Reichsminister des Innern.
In Frankreich war Foerster wohlgelitten und man ernannte ihn zum französischen Staatsbürger. Nach der deutschen Besetzung Frankreichs im Jahre 1940 fahndete die Gestapo sofort nach Foerster, der zu dieser Zeit aus Vorsicht an der Grenze zur Schweiz wohnte und dorthin flüchtete. Doch die Schweizer Behörden wiesen Foerster zurück, obwohl er jahrelang in der Schweiz in Staatsdiensten gearbeitet hatte. Sie bezweifelten sogar die Gültigkeit seiner französischen Staatsbürgerschaft und erklärten, dass er nach wie vor Deutscher sei. Foerster gelangte mit viel Glück nach Portugal und emigrierte in die USA. Er lebte bis 1963 in New York und kehrte schließlich in die Schweiz zurück. Seine letzten Lebensjahre verbrachte er im Sanatorium Kilchberg nahe Zürich.

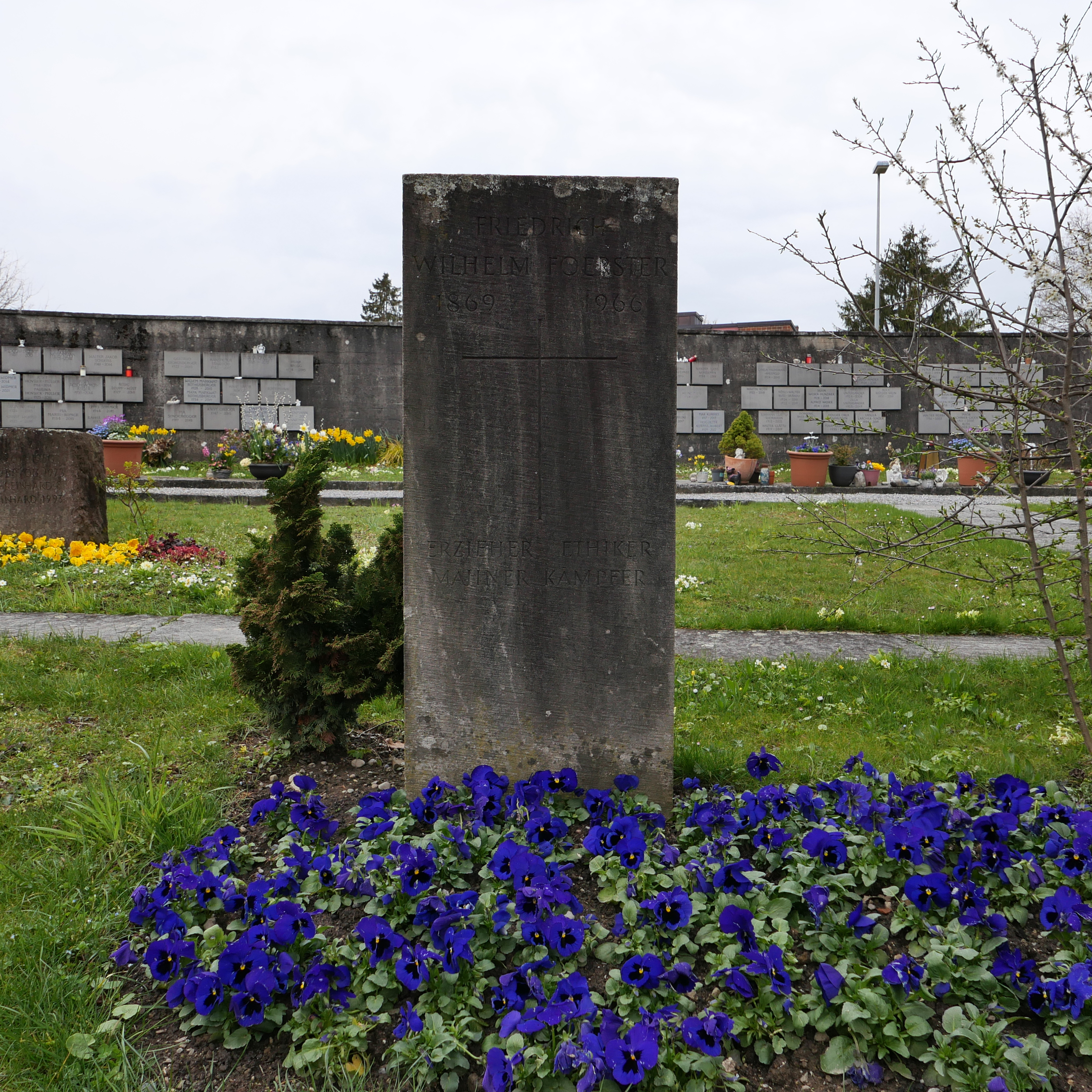
Foersters letzte Ruhestätte auf dem Friedhof von Kilchberg. Der Grabstein trägt die Inschrift „Erzieher Ethiker Mahner Kämpfer“.

In seinem Werk setzte sich Foerster mit ethischen, politischen, sozialen, religiösen und sexuellen Themen auseinander und forderte eine Reform der Erziehung auf christlicher und ethischer Grundlage: Die spezielle Aufklärung hatte in seinem Konzept einen untergeordneten Stellenwert, sowohl in der politischen Pädagogik als auch in der Sexualerziehung. Die Charakter- und Willensbildung und die Schulung des Gewissens sah er als oberstes Ziel der Erziehung.
1946 hatte er in einem damals viel beachteten Artikel in der Neuen Zürcher Zeitung vor einer „Verpreußung der ganzen Welt“ gewarnt, die eintreten würde, wenn es den Deutschen nicht gelänge, im „Bewusstsein furchtbarer Schuld“ diese Schuld zu sühnen und für eine „neue Heiligung aller noblen Werte der Menschheit“ einen konstruktiven Beitrag zu leisten.
1953 erschienen seine Memoiren unter dem Titel Erlebte Weltgeschichte. 1869–1953. In diesem Werk setzte er nach zwei katastrophalen Kriegen seine Hoffnung in eine geistige, christliche Erneuerung der Völker Europas und ihrer politischen Eliten. Die Besinnung auf das gemeinsame christliche Erbe Europas und die Idee der Bruderschaft der Völker sollte nach seiner Vorstellung den Nationalismus überwinden und zu einer freiwilligen, politischen Einigung führen.
Foerster war auch in der Bewegung für eine internationale Hilfssprache engagiert. Er war Mitglied der Delegation für die Annahme der internationalen Sprache. Als diese sich jedoch für Ido entschied, trat er zurück und befürwortete öffentlich Esperanto.

## Werke (Auswahl)

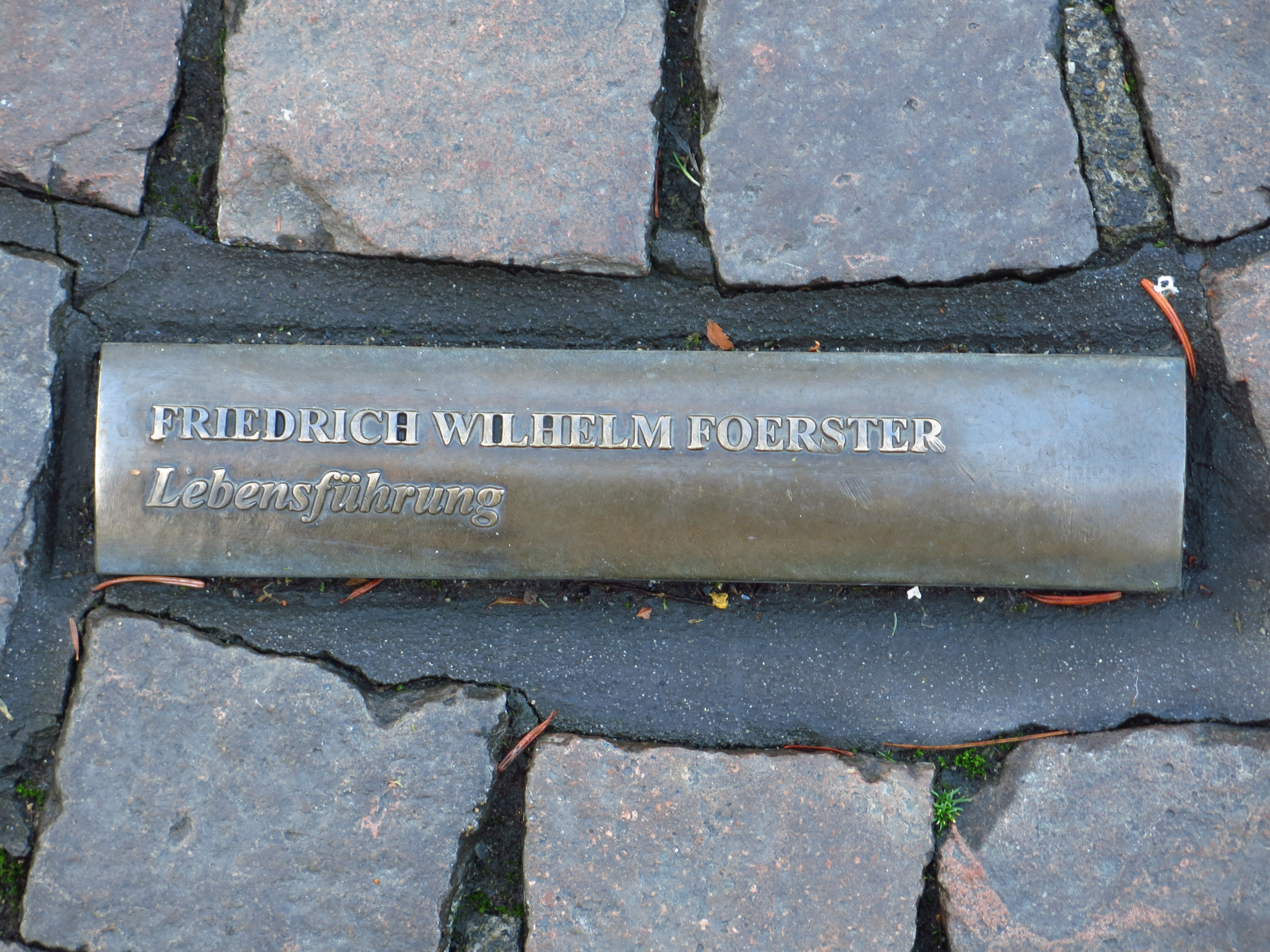
Lebensführung, Mahnmal zur Bücherverbrennung auf dem Bonner Marktplatz

- Jugendlehre. Ein Buch für Eltern, Lehrer und Geistliche. Reimer, Berlin 1904.
- Lebenskunde. Ein Buch für Knaben und Mädchen. Reimer, Berlin 1904.
- Technik und Ethik. Eine kulturwissenschaftliche Studie. Felix, Leipzig 1905.
- Sexualethik und Sexualpädagogik. Eine Auseinandersetzung mit den Modernen. Kösel, Kempten/München 1907.
- Schule und Charakter. Beiträge zur Pädagogik des Gehorsams und zur Reform der Schuldisziplin. Schulthess, Zürich 1907 (Digitalisat der 4. Auflage 1908 bei archive.org; PDF; 10,4 MB); 15 Auflagen bis 1953.
- Christentum und Klassenkampf. Sozialethische und sozialpädagogische Betrachtungen. Schulthess, Zürich 1908.
- Lebensführung. Reimer, Berlin 1909.
- Staatsbürgerliche Erziehung. Vortrag gehalten in der Gehe-Stiftung zu Dresden am 12. März 1910. Teubner, Leipzig 1910.
- Das österreichische Problem. Vom ethischen und staatspädagogischen Standpunkte. Heller, Wien 1914; 2. Auflage, mit Antwort an die Kritiker, 1916.
- Die deutsche Jugend und der Weltkrieg. Kriegs- und Friedensaufsätze. Furche, Cassel 1915.
- Erziehung und Selbsterziehung. Hauptgesichtspunkte für Eltern und Lehrer, Seelsorger und Jugendpfleger Schultheß & Co., Zürich 1918.
- Politische Ethik und politische Pädagogik. Mit besonderer Berücksichtigung der kommenden deutschen Aufgaben. 3., stark erweiterte Auflage. der Staatsbürgerlichen Erziehung. Reinhardt, München 1918.
- Weltpolitik und Weltgewissen. Verlag für Kulturpolitik, München 1919.
- Mein Kampf gegen das militaristische und nationalistische Deutschland. Verlag Friede durch Recht, Stuttgart 1920.
- Europa und die deutsche Frage. Eine Deutung und ein Ausblick. Vita-Nova-Verlag, Luzern 1937; Übersetzung: L’Europe et la question allemande. Mit einem Vorwort von André Chaumeix. Plon, Paris 1937; Europe and the German Question. Sheed & Ward, New York 1940 / Allen & Unwin, London 1941.
- Erlebte Weltgeschichte 1869–1953. Memoiren. Glock und Lutz, Nürnberg 1953.
- Die jüdische Frage (= Herder-Bücherei. Band 55). Herder, Freiburg im Breisgau 1959.
- Angewandte Religion oder Christsein inmitten der gegenwärtigen Welt. Herder, Freiburg im Breisgau 1961.